# Brian Fee
Brian Fee (San Francisco, 30 gennaio 1975) è un animatore, produttore cinematografico, regista e, occasionalmente, doppiatore statunitense, dipendente della Pixar.

## Biografia
Il suo debutto alla regia avvenne con Cars 3, del 2017.
Intervistato lo stesso anno, affermò di stare lavorando ad un nuovo progetto basato su una sceneggiatura originale.

## Filmografia
- Pocahontas II - Viaggio nel nuovo mondo (1998) - Animatore
- Fractured Fairy Tales: The Phox, the Box, & the Lox (1999) - Assistente animatore
- The Incredible Nth (2000) - Assistente animatore
- Le avventure di Rocky e Bullwinkle (2000) - Animatore
- Giuseppe - Il re dei sogni (2000) - Animatore
- Harvey Birdman, Attorney at Law (2000) (un episodio) - Assistente animatore, clean-up animator
- La sirenetta II - Ritorno agli abissi (2000) - Prop designer
- La carica dei 101 II - Macchia, un eroe a Londra (2003) - Prop designer
- Mulan II (2004) - Prop designer
- Tarzan 2 (2005) - Prop designer
- Red e Toby nemiciamici 2 (2006) - Prop designer (non accreditato)
- Cars - Motori ruggenti (2006) - Artista dello storyboard, doppiatore
- Ratatouille (2007) - Assistente artista dello storyboard
- WALL-E (2008) - Artista dello storyboard
- BURN-E (2008) - Ringraziamenti speciali
- Tracy (2009) - Produttore, attore
- Cars 2 (2011) - Artista dello storyboard
- Monsters University (2013) - Artista dello storyboard
- Inside Out (2015) - Senior creative team
- Cars 3 (2017)[7] - Director, story
- Motori Ruggenti (2017) (Documentario) - Sé stesso